# Fiesta de los mosqueteros del Santísimo Sacramento
La fiesta de los mosqueteros del Santísimo Sacramento se celebra cada primer fin de semana del mes de septiembre en la localidad española de Béznar, perteneciente al municipio granadino de Lecrín.

## Origen e historia
El origen de la fiesta de los mosqueteros se sitúa en torno al siglo XVI, durante el reinado de Felipe II, cuando las políticas de este generan descontento entre la población morisca, que reacciona llevando a cabo actos subversivos contra el nuevo orden impuesto. Según la tradición, en el año 1566, poco antes del levantamiento de las Alpujarras un grupo de moriscos sublevados, entre otros actos subversivos, robó las hostias consagradas del sagrario parroquial de Béznar. El acto fue interpretado por la población como una profanación, provocando la movilización del vecindario que, armado con mosquetes de pólvora, consiguió su rescate.
Ya los Reyes Católicos formaron milicias locales organizadas que fueron encargadas de la protección del territorio y que fueron incorporándose a la celebración de las festividades de sus respectivas localidades. En la época de Felipe II se configuró la jerarquía de estas milicias estableciendo las figuras de capitán, alférez, sargento, cabo y soldados. Así, el episodio de la reacción general contra el robo de los moriscos, recuperó las figura de las milicias locales, en este caso a través de los vecinos que se armaron con mosquetes para recuperar el Santísimo Sacramento.Desde entonces la localidad rememora aquel hecho con una serie de actos en los que los protagonistas centrales son los mosqueteros del Santísimo.

## Descripción y actos
La fiesta de los mosqueteros se celebra cada primer fin de semana de cada mes de septiembre y se desarrolla durante las jornadas del sábado y el domingo, días en que se repite la misma secuencia de actos que más adelante se describen.
En un principio se revivía y conmemoraba la gesta de los vecinos con una reinterpretación de los hechos pasados. Con el paso de los años la rememoración está menos vinculada a los hechos históricos y resulta cada vez más festiva y flexible. Así la frontera entre espectadores y protagonistas es más difusa, constituyendo el ritual una expresión colectiva de la identidad local a través de la convivencia, el uso del espacio público y la identificación con elementos simbólicos que remarcan la diferencia entre lo local y lo foráneo.
Los protagonistas centrales son los mosqueteros del Santísimo, que se visten con el traje tradicional y empuñan sus mosquetes, como hicieran antaño; también desfilan por las calles del pueblo haciendo tronar sus armas al aire, además de custodiar al Santísimo durante la misa o desarrollar el baile de la bandera en honor a san Antón, cuyo patronazgo celebra en las mismas fechas la localidad. A lo largo de todo el día se van sucediendo una serie de actos que son realizados por la tropa de mosqueteros y que se divide en seis partes:
El alba
La fiesta comienza entre las 6,00 y 6,30 horas de la mañana, cuando el cabo de los mosqueteros, acompañado por la banda de música que tocará la diana, realiza el primer disparo para anunciar al resto de mosqueteros que se va a iniciar la recogida y que deben ir preparando sus trajes y armamento.
Tradicionalmente, durante el alba, el cabo sólo realizaba este primer disparo y otro inmediatamente antes de comenzar la recogida. En la actualidad, suelen acompañarle algunos mosqueteros más que disparan sus mosquetes en diversos puntos del pueblo. Ni el cabo ni el resto de mosqueteros viste en ese momento su traje completo. El cabo no lleva su vistoso sombrero de flores y el resto puede ir vestido de calle. A esta hora son muchos los grupos de jóvenes que salen de la verbena para acompañar los primeros disparos de los mosqueteros y bailar tras la banda de música. Durante este tiempo, la banda interpretará marchas, pasodobles, himnos y hasta adaptaciones de los últimos éxitos musicales. Algunos grupos de vecinos se despiertan y esperan en la puerta de su casa o en la plaza el paso de la comitiva. Tras recorrer algunos puntos de la localidad disparando su mosquete, el cabo vuelve a su casa a descansar y sale de nuevo a las 8,00 horas, para iniciar la recogida.
La recogida
La recogida la comienza el cabo ya uniformado, disparando en la puerta de la casa del primer mosquetero que encuentre a su paso. Cuando escuche el crujío, este saldrá de su vivienda y realizará otro disparo en la puerta de su casa. Luego se colocará detrás del cabo e iniciarán el desfile.
El mosquetero que se ha incorporado disparará en la puerta de la casa de su compañero de filas y así, sucesivamente, hasta que se haya reunido todo el grupo. Durante la recogida y siempre que la soldadesca recorre el entorno urbano de Béznar, los mosqueteros desfilan en formación. El cabo dirige la marcha y se sitúa siempre delante. El resto de los mosqueteros se agrupan por parejas, en dos filas, y marchan al ritmo del tambor. Cuando se paran, flexionan alternativamente y de forma leve sus piernas, izquierda y derecha, de manera que sus mantones y lazos estén siempre en movimiento.
Una vez que todas las escuadras de mosqueteros se han reunido, se dirigen hacia el domicilio del teniente abanderado. Allí, la banda interpreta el himno oficial y el teniente sale a su puerta. Mientras tanto, el polvorista se encarga de cargar y cebar los mosquetes y se realiza una ráfaga de disparos. Tras la descarga, el teniente se incorpora al desfile, junto al sargento, y el grupo se dirige hacia la plaza de San Antón, donde tendrá lugar el pase de revista.
El pase de revista
El pase de revista es uno de los actos que más espectadores atrae y muchos vecinos y visitantes se congregan en la plaza de San Antón para ver su desarrollo. El sentido de este acto es que el cabo, el sargento y el teniente comprueben la correcta uniformidad de la tropa. Esta comprobación también la realizan el resto de los asistentes, que gustan de ver quién lleva bien el traje y quién no.
La revista comienza cuando desde el borde exterior de la plaza de la Iglesia, en calle Real, el cabo, de espaldas y a paso lento, a ritmo del tambor, desfila hasta la fachada del fondo opuesto. Las dos hileras de mosqueteros, una a cada lado del cabo, le siguen de frente al mismo paso. Al llegar a la fachada opuesta a la entrada de la plaza, el cabo se para y es flanqueado por el teniente y el sargento. Los mosqueteros desfilan hasta quedar frente al cabo. Una vez ahí, los dos primeros mosqueteros se cruzarán y emprenderán el camino hacia el exterior de la plaza, dejando las dos hileras de mosqueteros que se están acercando al cabo, en el centro. De este modo se forman cuatro hileras, dos que se dirigen hacia el exterior de la plaza, en los laterales y dos que se dirigen hacia el cabo, en el centro. Cuando todos los mosqueteros han desfilado, el cabo dispara su arma y el desfile continua en la calle Real. Es el momento del homenaje a los mayordomos.
El homenaje a los mayordomos
Al finalizar el pase de revista, los mosqueteros continúan el desfile y esta vez se pararán en todas las viviendas en las que hay uno o varios mayordomos para rendirles el debido homenaje. Hasta el último tercio del siglo XX, el número de mayordomos era relativamente reducido, por lo que este acto podía hacerse en una sola jornada. La ampliación de la celebración de la fiesta a dos días ha sido motivada, entre otras razones, por el aumento del número de mayordomos. El primer día se hace el homenaje a un grupo de ellos y el segundo al resto. El teniente abanderado lleva una lista para recordar cuáles son las viviendas en las que hay algún mayordomo. Y si en algún caso, por olvido o confusión, no se realiza este acto, el mayordomo interesado saldrá a recordar a los mosqueteros su deber de homenajearle.
Para realizar este acto de homenaje se procede de la siguiente forma: el teniente abanderado y el sargento pica, mirándose de frente, se colocan a ambos lados de la puerta del domicilio. El sargento llama a la puerta y cuando abre el mayordomo la banda empieza a tocar hasta que un mosquetero efectúa un disparo. En el caso de que haya más de un mayordomo en la vivienda, la banda volverá a tocar hasta que suene otro disparo de mosquete y así, sucesivamente, hasta que se hayan efectuado tantos disparos como mayordomos vivan en el domicilio. En algunas viviendas, los mayordomos ofrecen, tanto a los mosqueteros como a los miembros de la banda de música que les acompaña, comida y bebida. Cuando el homenaje a los mayordomos ha concluido, tiene lugar en la iglesia de San Antón la celebración de la eucaristía donde los mosqueteros ocuparán un lugar destacado.
La escolta del Santísimo Sacramento.
Durante la celebración de la misa, los mosqueteros llevan a cabo la llamada escolta del Santísimo Sacramento. El acto sucede de la siguiente forma: el sargento pica nombra a una pareja de mosqueteros para realizar la primera escolta y los tres se dirigen, por la nave central de la iglesia, hacia el altar mayor en fila de uno, quedando en el centro el sargento. Al llegar a los pies de la escalinata que sube al altar, el sargento se inclina y sujeta la pica por encima de los escalones señalando al altar mayor. Los mosqueteros se colocan a su lado y se arrodillan. Se levantan y suben los escalones, poniendo los dos pies en cada uno de ellos. Al llegar al cuarto y último escalón, se vuelven a inclinar. Una vez que se levantan, se colocan de pie, mirándose de frente, uno a cada lado de la escalinata. Y allí permanecen hasta que son relevados por otra pareja. Cada escolta dura unos 10 minutos, y todas las parejas de mosqueteros la realizarán durante el desarrollo de la liturgia, exceptuando al cabo, al teniente y al sargento.
Cada vez que una nueva pareja de mosqueteros llega para hacer el relevo, se vuelve a efectuar el mismo acto. La pareja que estaba realizando la escolta abandonará la posición en la que se encontraba para dejar paso a los dos nuevos mosqueteros, y se colocarán en el centro de la parte superior de la escalinata mirando hacia el sagrario. Entonces volverán a hacer una reverencia, arrodillándose, y bajarán los escalones poniendo los dos pies en cada uno de ellos, pero esta vez de espaldas, con la vista fija en el sagrario. Una vez abajo, hacen una nueva reverencia, se dan la vuelta y se colocan en fila de uno, dejando al sargento en el centro. Mirando hacia el coro, a los pies de la iglesia, saldrán. Al terminar la liturgia eucarística, los mosqueteros volverán a desfilar hasta el domicilio del teniente abanderado para proceder a su encierro hasta la hora de la procesión de san Antón.
La procesión de san Antón y el revoloteo de la bandera
La imagen de san Antón es transportada en un trono por cuatro personas hasta el exterior del templo; en la puerta de la iglesia, el teniente y el sargento, uno a cada lado, esperan la salida del patrón en posición de saludo. En la plaza se coloca la imagen en la fachada opuesta a la iglesia. Bajo la imagen se sitúan el cura y las autoridades municipales. Entonces la banda empieza a tocar un redoble de tambor, y el sargento desfila de espaldas a la imagen, hasta encontrarse con el teniente, que se ha quedado en el centro de la plaza dejando a su derecha la imagen del santo, el sargento se gira y mira de frente al teniente. A una señal del tambor, ambos vuelven a girarse quedando frente a la imagen, dando tres pasos hacia el santo, el tambor intensifica el redoble y ambos se inclinan apoyando la rodilla derecha en el suelo, se quitan el sombrero con la mano izquierda y lo mantienen en la dirección de la imagen, mientras, con la mano derecha, rinden sus insignias, la bandera y la pica. Aun con el redoble, se levantan y se colocan el sombrero. Este acto se repite tres veces dando pasos hacia delante y otras tres veces dando leves pasos hacia atrás, por último el teniente se despoja por última vez de su sombrero, que coge el sargento, para iniciar el revoloteo de la bandera.
El revoloteo o baile de la bandera comienza con el despliegue de la bandera en su totalidad. La banda comienza a interpretar un vals y, al ritmo de la música, el teniente hace girar la bandera tres veces a su lado derecho; después, en sentido inverso, la gira otras tres veces a su lado izquierdo y, por último, repite lo mismo elevando la mano izquierda por encima de sus ojos, de modo que la bandera voltea a su espalda. Tras esto, el vals continúa sonando y el teniente sujeta la bandera por encima de su cabeza, con la mano izquierda en el extremo inferior del asta, haciéndola girar, con el brazo extendido y tratando de sólo mover la muñeca, hasta que quede enrollada al mástil; después volverá a girarla en sentido contrario, hasta que quede desplegada de nuevo. Al finalizar se inclina y con la rodilla derecha en el suelo ofrece la bandera a la imagen del santo y los mosqueteros que han estado durante todo este protocolo en la calle aledaña a la plaza, realizarán una nueva descarga con sus mosquetes.
Finalizado el baile de la bandera, comienza la procesión. Los mosqueteros encabezan la comitiva y disparan sus mosquetes en determinados puntos del trayecto. Tras el trono que porta la imagen de san Antón, se sitúan el sacerdote, el alcalde u otras autoridades municipales y, flanqueando a este grupo, el sargento y el teniente. A la espalda de estos, cerrando el desfile procesional, se coloca la otra banda de música. Al llegar a la plaza de la Ermita de san Antón, donde en 2007 el ayuntamiento de Lecrín instaló el monumento al mosquetero, se realiza una ofrenda floral a los pies de la estatua, mientras la banda interpreta la Marcha Real y los mosqueteros permanecen en formación entre la hornacina de la ermita y el monumento. Cuando el desfile procesional llega de nuevo a la plaza de san Antón, el teniente vuelve a tremolar la bandera y, tras esto, se procede al encierro del santo en la iglesia.
Por último, los mosqueteros vuelven a hacer un pase de revista en la plaza de la iglesia y con ello terminan los actos de la jornada.

## Estatus patrimonial
La fiesta de los mosqueteros del Santísimo Sacramento de Béznar ha sido considerada por la Junta de Andalucía «un referente, ... como patrimonio propio estrechamente unido a la identidad local [de Béznar], que encuentra en la celebración un espacio para su continua expresión, reafirmación y redefinición», por lo que incoó el procedimiento para la inscripción de la misma como Actividad de Interés Etnológico en el Catálogo General del Patrimonio Histórico Andaluz, mediante resolución de 23 de mayo de 2018, de la Dirección General de Bienes Culturales. Durante su tramitación está protegido provisionalmente el entorno territorial donde se desarrolla la actividad.